# 凯瑟琳·莱西
凯瑟琳·莱西（Catherine Lacey，1985年4月9日—），美国女作家。
2014年，莱西出版了第一部小说《无人失踪》。 《纽约时报》的德怀特·加纳称她的文体“既梦幻又强烈”。2017 年，她被评为格兰塔美国最佳青年小说家之一。她的第二部小说《答案》（2017）获得了一些积极评价，论者将其与唐·德里罗和玛格丽特·阿特伍德相提并论。
她的2020年小说《Pew》入围2021年迪伦·托马斯奖，并荣获纽约公共图书馆幼狮小说奖。2024年她出版了第四部小说《X的生平》，《新政治家》杂志将其描述为一本“激动人心地颠覆了生活写作惯例的书。”
2015年8月，莱西与演员兼教师彼得·穆桑特结婚，第二年离婚。 2016年至2021年间她曾是作家杰西·鲍尔的伴侣。她还曾在哥伦比亚大学艺术学院的写作项目任教。